# Бёрк, Эдвин Джоули
Эдвин Джоули Бёрк (англ. Edwin J. Burke; 30 августа 1889 — 26 сентября 1944) — американский сценарист, который стал известным после написания сценариев для ранних фильмов Ширли Темпл. Он также был успешным драматургом.
Бёрк выиграл премию Американской киноакадемии на 5-й церемонии вручения премии «Оскар» в категории лучший адаптированный сценарий к фильму «Плохая девчонка».

## Избранная фильмография
- 1931 — Украденные драгоценности
- 1932 — Называй её дикой
- 1934 — Сияющие глазки[англ.]
- 1935 — Маленькая бунтарка[англ.]